# 헤움디자인
헤움디자인은 2009년 설립된 대한민국의 글꼴 디자인 회사이다. 대표는 김형철이다. 

## 같이 보기
- 산돌커뮤니케이션
- 디자인210
- 폰트릭스
- 윤디자인